# Guido Reybrouck
Guido Reybrouck (født 25. december 1941 i Brugge) er en tidligere belgisk landevejscykelrytter.